# Stan (Słowenia)
Stan – wieś w Słowenii, w gminie Mirna. W 2018 roku liczyła 107 mieszkańców.